# Gevlamde tapijtschelp
De gevlamde tapijtschelp (Polititapes rhomboides) is een tweekleppigensoort uit de familie van de venusschelpen (Veneridae). De wetenschappelijke naam van de soort werd in 1777 voor het eerst geldig gepubliceerd door Pennant als Venus rhomboides.